# Démbeni
Démbeni je maleni gradić na otoku Grande Comore na Komorima. To je 34. grad po veličini na Komorima i 12. na Grande Comoreu.